# Keeping Up with the Steins
Pour plus de détails, voir Fiche technique et Distribution.
Keeping Up with the Steins est un film américain réalisé par Scott Marshall, sorti en 2006.

## Synopsis
La famille Fiedler de confession juive, s'apprête à fêter la bar mitzvah de leur fils Benjamin âgée de 13 ans. Ce dernier compte en profiter pour réconcilier deux personnes de la famille qui se sont disputées.

## Fiche technique
- Titre originale : Keeping Up with the Steins
- Titre français (Canada) : Meilleurs que les Stein
- Réalisation : Scott Marshall
- Scénario : Mark Zakarin
- Musique : John Debney
- Pays d'origine : États-Unis
- Genre : comédie
- Date de sortie[1] : 
  -  États-Unis : 2 juin 2006
  -  Canada : 11 mars 2008 (DVD)

## Distribution
- Daryl Sabara (VFQ: François-Nicolas Dolan) : Benjamin Fiedler
- Jami Gertz (VFQ: Marika Lhoumeau) : Joanne Fiedler
- Jeremy Piven (VFQ : Daniel Lesourd) : Adam Fiedler
- Cheryl Hines : Casey Nudelman
- Marc John Jefferies : Tim
- Tom Hines : le maître de cérémonie
- Carter Jenkins (VFQ: Samuel Hébert) : Zachary Stein
- Sandra Taylor : Raylene Stein
- Larry Miller (VFQ: Mario Desmarais) : Arnie Stein
- Miranda Cosgrove : Karen Sussman
- Britt Robertson : Ashley Grunwald
- DJ Quik : lui-même
- Doris Roberts (VFQ: Françoise Faucher) : Rose Fiedler
- Garry Marshall (VFQ: André Montmorency) : Irwin Fiedler
- Daryl Hannah (VFQ: Hélène Mondoux) : Sandy / Sacred
- Richard Benjamin : Rabbi Schulberg
- Sam Sarpong : Terrence Smythe
- Neil Diamond : lui-même

VFQ = Version Francophone Québécoises, sur le site "Doublage.Québec.CA"